# Chamaeleo africanus
Il camaleonte africano (Chamaeleo africanus Laurenti, 1768) è un piccolo sauro della famiglia Chamaeleonidae.

## Distribuzione e habitat
La specie ha un ampio areale che comprende Mauritania, Mali, Niger, Benin, Nigeria, Camerun, Repubblica Centrafricana, Sudan ed Egitto. È stato introdotto in Grecia..

## Conservazione
La specie è inserita nella Appendice II della Convention on International Trade of Endangered Species (CITES).